# Barry Tubb
Barry York Tubb (Snyder, 13 febbraio 1963) è un attore e regista statunitense.

## Biografia
Tubb nasce a Snyder, nel Texas, nel 1963. Frequenta la scuola superiore presso il Liceo Snyder a Snyder, mentre nel 1981 inizia i corsi di recitazione presso San Francisco. A metà degli anni '80 si trasferisce a Hollywood per iniziare la sua carriera di attore.

## Carriera
Il suo debutto come attore avviene nel 1983 nel film Christine - La macchina infernale, dopodiché appare in alcune serie televisive come in Hill Street giorno e notte nel ruolo ricorrente di un ufficiale di polizia. Nel cinema l'attore trova invece solamente dei ruoli secondari, come in Dietro la maschera e in Top Gun, dove interpreta il personaggio di Wolfman.

## Filmografia parziale

### Cinema
- Christine - La macchina infernale (Christine), regia di John Carpenter (1983)
- Dietro la maschera (Mask), regia di Peter Bogdanovich (1985)
- La leggenda di Billie Jean (The Legend of Billie Jean), regia di Matthew Robbins (1985)
- Top Gun, regia di Tony Scott (1986)
- Gli ultimi fuorilegge (American Outlaws), regia di Les Mayfield (2001)
- Le tre sepolture (The Three Burials of Melquiades Estrada), regia di Tommy Lee Jones (2005)

### Televisione
- Hill Street giorno e notte (Hill Street Blues) – serie TV, 4 episodi (1984)
- Segreto di famiglia (Consenting Adult), regia di Gilbert Cates – film TV (1985)